# Liste des matchs de l'équipe de Djibouti de football par adversaire
Cette liste présente les matchs de l'équipe de Djibouti de football par adversaire rencontré.
- Haut – A
- B
- C
- D
- E
- F
- G
- H
- I
- J
- K
- L
- M
- N
- O
- P
- Q
- R
- S
- T
- U
- V
- W
- X
- Y
- Z

## C

### Comores

#### Confrontations
Confrontations entre Djibouti et les Comores :
|   | Date             | Lieu  | Match              | Score | Compétition                                                      |
| - | ---------------- | ----- | ------------------ | ----- | ---------------------------------------------------------------- |
| 1 | 17 décembre 2016 | Sanaa | Djibouti - Comores | 2-4   | Qualifications à la Coupe arabe des nations 2009 (en) (1er tour) |

#### Bilan
Au 17 avril 2019 :
- Total de matchs disputés : 1
- Victoires de Djibouti : 0
- Matchs nuls : 0
- Victoires des Comores : 1
- Total de buts marqués par Djibouti : 2
- Total de buts marqués par les Comores : 4

## R

### République démocratique du Congo
| Date          | Lieu                                      | Match                                       | Score | Compétition                                |
| 7 avril 2000  | Djibouti                                  | Djibouti - république démocratique du Congo | 1-1   | Qualifications pour la Coupe du monde 2002 |
| 23 avril 2000 | Kinshasa République démocratique du Congo | République démocratique du Congo - Djibouti | 9-1   | Qualifications pour la Coupe du monde 2002 |
| 13 juin 2008  | Djibouti                                  | Djibouti - république démocratique du Congo | 0-6   | Qualifications pour la Coupe du monde 2010 |

Bilan
- Total de matchs disputés : 3
- Victoires de l'équipe de Djibouti : 0 (0 %)
- Victoires de l'équipe de république démocratique du Congo : 2 (67 %)
- Match nul : 1 (33 %)

## S

### Somalie

#### Confrontations
Confrontations entre la Somalie et Djibouti :
|   | Date              | Lieu     | Match              | Score | Compétition                                                                                  |
| - | ----------------- | -------- | ------------------ | ----- | -------------------------------------------------------------------------------------------- |
| 1 | 1er décembre 1994 | Nairobi  | Somalie - Djibouti | 2-1   | Coupe CECAFA des nations 1994 (gr. A)                                                        |
| 2 | 19 novembre 2000  | Kampala  | Djibouti - Somalie | 0-0   | Coupe CECAFA des nations 2000 (gr. A)                                                        |
| 3 | 27 novembre 2005  | Kigali   | Djibouti - Somalie | 1-2   | Coupe CECAFA des nations 2005 (gr. B)                                                        |
| 4 | 16 novembre 2007  | Djibouti | Djibouti - Somalie | 1-0   | Éliminatoires de la Coupe du monde 2010 : zone Afrique (1er tour)                            |
| 5 | 23 décembre 2008  | Djibouti | Djibouti - Somalie | 2-3   | Match amical                                                                                 |
| 6 | 8 janvier 2010    | Djibouti | Djibouti - Somalie | 0-1   | Qualifications au Championnat d'Afrique des nations 2011 (en) (zone Centre-Est - tour prél.) |
| 7 | 1er novembre 2011 | Djibouti | Djibouti - Somalie | 1-0   | Match amical                                                                                 |
| 8 | 19 juillet 2019   | Djibouti | Djibouti - Somalie | 1-0   | Match amical                                                                                 |

#### Bilan
Au 22 novembre 2019 :
- Total de matchs disputés : 8
- Victoires de la Somalie : 4
- Matchs nuls : 1
- Victoires de Djibouti : 3
- Total de buts marqués par la Somalie : 8
- Total de buts marqués par Djibouti : 7

### Soudan du Sud

#### Confrontations
Confrontations entre Djibouti et le Soudan du Sud :
|   | Date             | Lieu      | Match                    | Score | Compétition                                                     |
| - | ---------------- | --------- | ------------------------ | ----- | --------------------------------------------------------------- |
| 1 | 23 novembre 2015 | Bahir Dar | Soudan du Sud - Djibouti | 2-0   | Coupe CECAFA des nations 2015 (gr. C)                           |
| 2 | 23 mars 2017     | Djibouti  | Djibouti - Soudan du Sud | 2-0   | Qualifications à la Coupe d'Afrique des nations 2019 (1er tour) |
| 3 | 28 mars 2017     | Djouba    | Soudan du Sud - Djibouti | 6-0   | Qualifications à la Coupe d'Afrique des nations 2019 (1er tour) |

#### Bilan
Au 4 mai 2019 :
- Total de matchs disputés : 3
- Victoires de Djibouti : 1
- Matchs nuls : 0
- Victoires du Soudan du Sud : 2
- Total de buts marqués par Djibouti : 2
- Total de buts marqués par le Soudan du Sud : 8